# 全国たばこショップリーダースクラブ
全国たばこショップリーダースクラブ（ぜんこくたばこしょっぷりーだーすくらぶ、略称TLC）は、1987年（昭和62年）に設立されたたばこ販売店の組織である。たばこ販売組合とは無関係。
クラブとしての交流活動や独自商品の開発・共同購入を行うほか、会員の出資による株式会社TLCを設立し当クラブの営業活動を行っている。加盟店は2007年時点で136店。

## 所在地
- 本部事務局 - 東京都千代田区神田駿河台2-1-19 アルベルコお茶の水8F

## オリジナル商品
全国たばこショップリーダースクラブのみでの販売経路を持つ銘柄が存在する
- 葉巻たばこ　アロマ・デ・ニカ
- パイプたばこ　TLCバージニアスタンダード、TLCラタキアスタンダード
- 限定販売の紙巻きたばこ　ナットシャーマン・ナチュラル